# ائوگنیوش کامینسکی
ائوگنیوش کامینسکی (لهستانی: Eugeniusz Kamiński؛ ‏تلفظ لهستانی: [ɛwˈɡɛɲuʐ]؛ ‏ ۸ نوامبر ۱۹۳۱ – ۱۵ اکتبر ۲۰۱۸) بازیگر اهل لهستان بود. او در سال ۱۹۵۶ از مدرسه ملی فیلم ووچ فارغ‌التحصیل شد.
از فیلم‌ها یا برنامه‌های تلویزیونی که وی در آن نقش داشته‌است، می‌توان به اسکادران، چگونه جنگ جهانی دوم را آغاز کردم، عقاب، چهار تانکچی و یک سگ، ماجراهای میخاو، قماری بالاتر از زندگی، رمز انیگما، خانه و جن‌زدگان اشاره کرد.